# Gruž, Dubrovnik
Koordinati:   42°39′33″N, 18°05′06″E
Gruž (italijansko Gravosa) je mestno pristanišče in predmestje Dubrovnika.

## Geografija
Gruž leži okoli 2 km zahodno od mestnega središča Dubrovnika pod hribom Srđ v globokem in dobro zavarovanem Gruškem zalivu. Tu so bile nekoč znane dubrovniške ladjedelnice, v novejšem času pa je tu zgrajeno novo mestno pristanišče, in ob njem večje mestno naselje. Nasproti Gruža pa se razprostira gozdnati polotok Lapad.

## Naselja
Gruž je razdeljen na naslednja naselja:
- Kantafig
- TUP
- Gruška obala
- Nuncijata
- Šipčine
- Neboderi
- SSG

## Prebivalstvo
Na predelu Gruža živi okoli 15000 prebivalcev.

## Zgodovina
Na samem spodnjem koncu zaliva so v 16. stoletju pozidali tri velike vile. Prva je bila last Palatina Gundulića, sezidana 1527 v renesančnem slogu. Drugo vilo-letoviško hišo, ki stoji v bližini je dal postaviti leta 1550 Jurije Bunić. tretja, ki je bila letoviška hiša v lasti Marina Bulića pa stoji med obama prej omenjenima vilama in je bila postavljena leta 1578 prav tako v renesančnem slogu. Te in številme druge hiše, ki so jih  dali postaviti dubrovniški " vlastelini " v 15. in 16. stoletju pričajo o izredni življenjski ravni prebivalcev Dubrovnika v času največjega gospodarskega in političnega vzpona dubrovniške republike.